# Saně na Zimních olympijských hrách 1994
Jízda na saních na Zimních olympijských hrách 1994 v Lillehammeru.

## Medailové pořadí zemí
| Pořadí | Země           | Zlato | Stříbro | Bronz | Celkově |
| ------ | -------------- | ----- | ------- | ----- | ------- |
| 1.     | Itálie (ITA)   | 2     | 1       | 1     | 4       |
| 2.     | Německo (GER)  | 1     | 1       | 1     | 3       |
| 3.     | Rakousko (AUT) | 0     | 1       | 1     | 2       |
|        | Celkem         | 3     | 3       | 3     | 9       |

## Medailisté

### Muži
| Disciplína  | Zlato                                        | Výkon    | Stříbro                                       | Výkon    | Bronz                                         | Výkon    |
| ----------- | -------------------------------------------- | -------- | --------------------------------------------- | -------- | --------------------------------------------- | -------- |
| jednotlivci | Georg Hackl · Německo (GER)                  | 3:21,571 | Markus Prock · Rakousko (AUT)                 | 3:21,584 | Armin Zöggeler · Itálie (ITA)                 | 3:21,833 |
| dvojice     | Kurt Brugger a Wilfried Huber · Itálie (ITA) | 1:36,720 | Hansjörg Raffl a Norbert Huber · Itálie (ITA) | 1:36,769 | Stefan Krausse a Jan Behrendt · Německo (GER) | 1:36,945 |

### Ženy
| Disciplína    | Zlato                                  | Výkon    | Stříbro                         | Výkon    | Bronz                                | Výkon    |
| ------------- | -------------------------------------- | -------- | ------------------------------- | -------- | ------------------------------------ | -------- |
| jednotlivkyně | Gerda Weissensteinerová · Itálie (ITA) | 3:15,517 | Susi Erdmannová · Německo (GER) | 3:16,276 | Andrea Tagwerkerová · Rakousko (AUT) | 3:16,652 |